# Kozia Góra (województwo warmińsko-mazurskie)

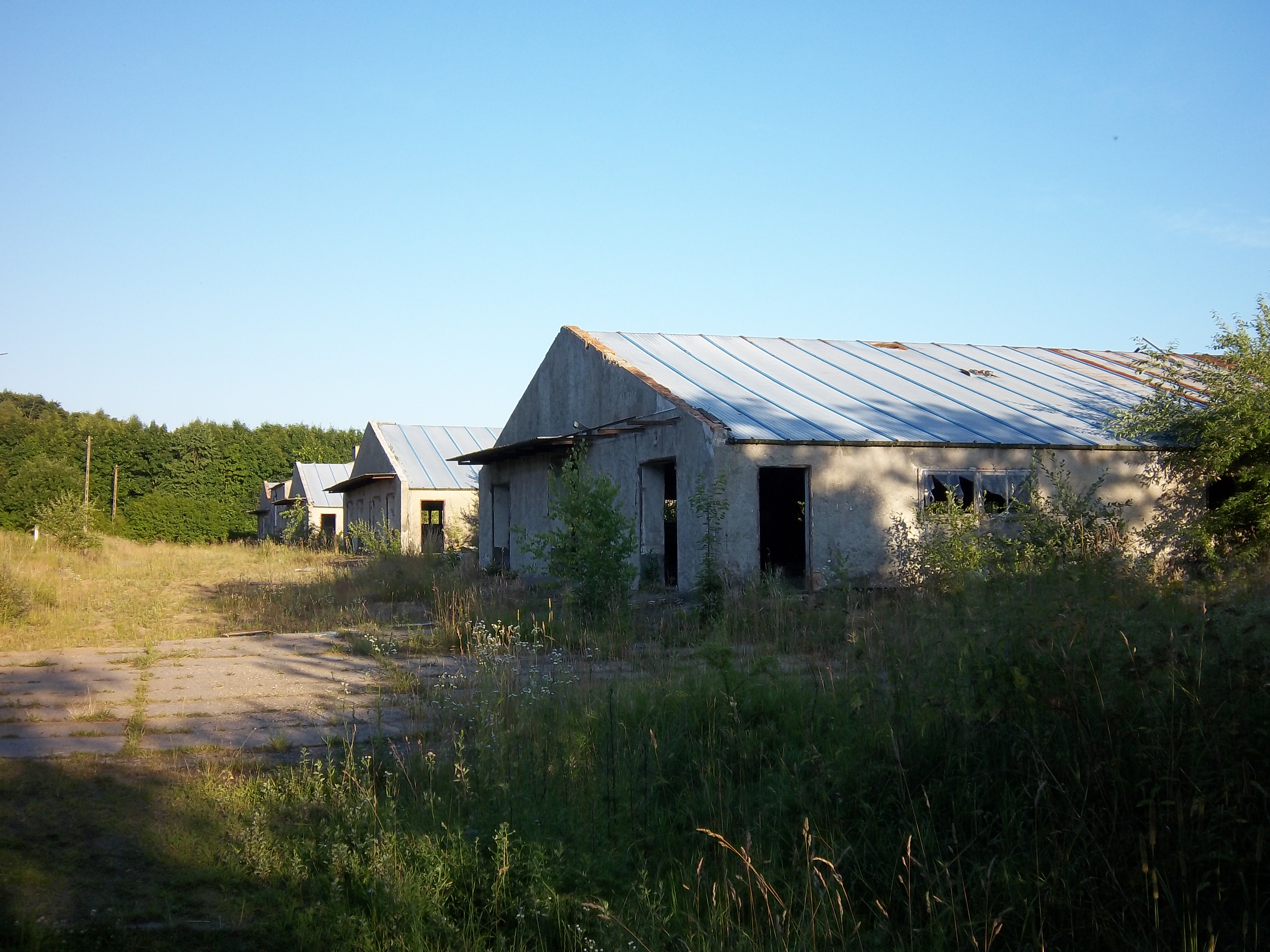
Ruiny PGR w Koziej Górze

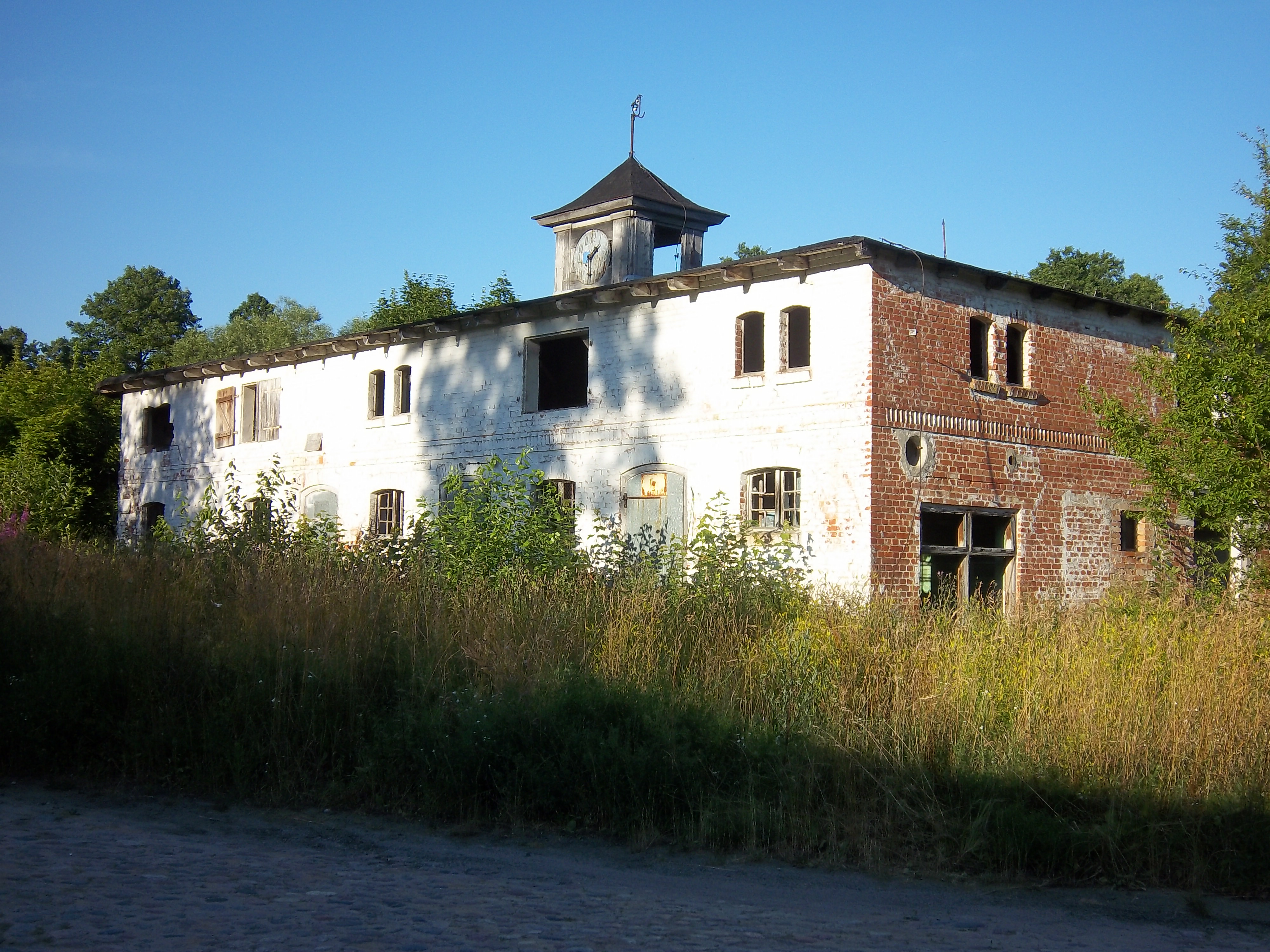
Ruiny magazynu w centrum wsi

Kozia Góra (niem. Ziegenberg, Schönhausen po 1926 r.) – osada w Polsce położona w województwie warmińsko-mazurskim, w powiecie ostródzkim, w gminie Łukta. W latach 1975–1998 miejscowość administracyjnie należała do województwa olsztyńskiego. Miejscowość leży w historycznym regionie Prus Górnych (w przeszłości zamieszkałej przez plemiona Pogezanów).

## Położenie

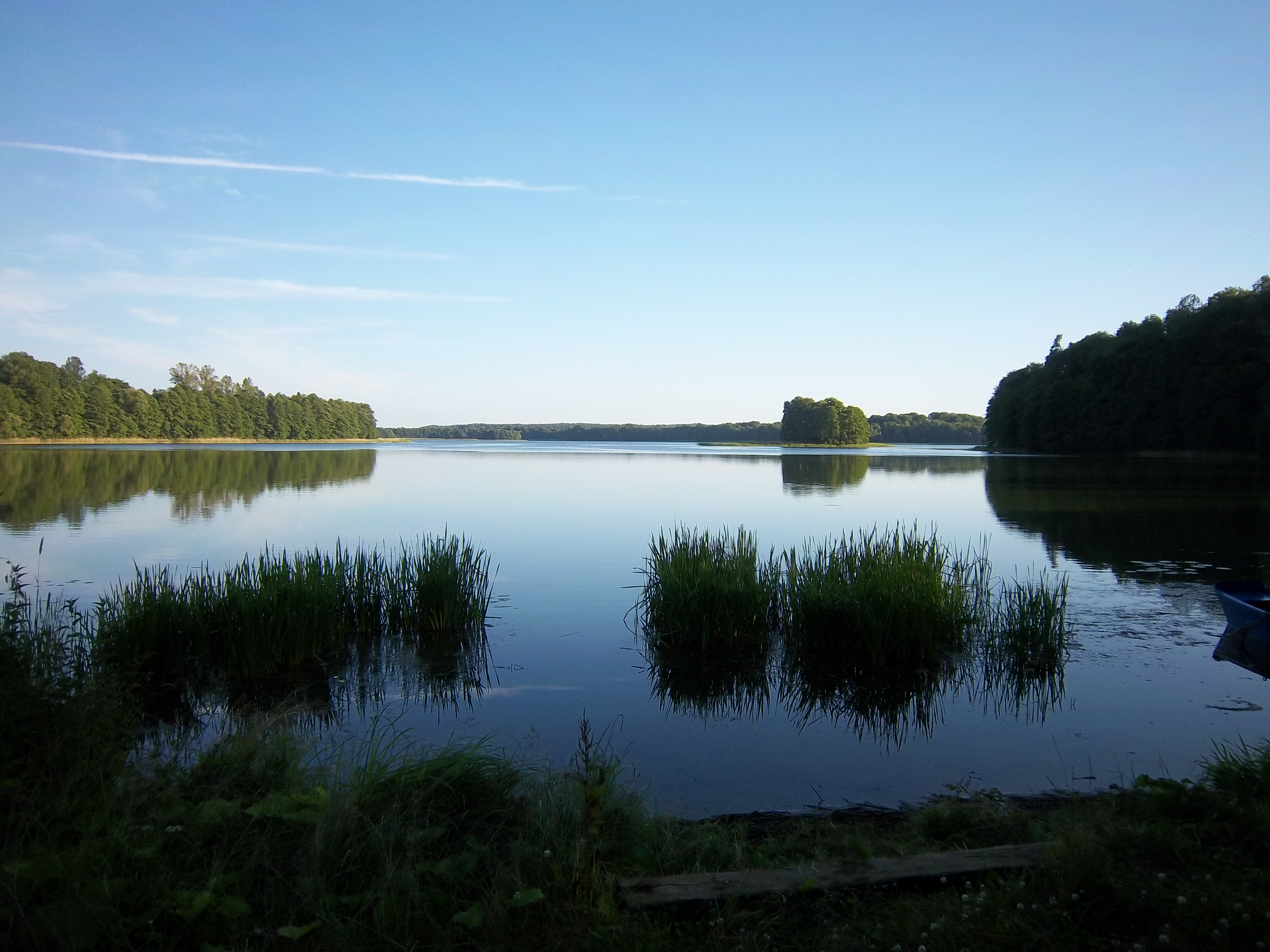
Widok z plaży na jedną z wysp na jeziorze Marąg

Kozia Góra położona jest około 16 km od Morąga nad jeziorem Marąg.

## Komunikacja i transport

### Transport kolejowy
- Miejscowość położona jest na trasie linii kolejowej 220: Olsztyn Główny – Pasłęk

- Kozia Góra (przystanek kolejowy)

## Historia
W 1440 r. we wsi mieszkała ludność niemiecka i pruska (ci ostatni posiadali 12 włók łącznie). Trzech Prusów było pszczelarzami (bartnikami)
Kolejne wzmianki o wsi, wraz z niemiecką nazwą Dickendorff, pochodzą z 1448 roku. Już dwa lata później, w 1450 wymieniana jest nazwa Czegenberg.
W 1543 r. wieś miała 21 włók i było w niej 8 zagród chłopskich. W kronikach zachowały się nazwiska ówczesnych mieszkańców: Schulze, Simon, Casper, Stenzel, Kasser, Mysig, Janecke. Chłopi płacili podatek kościelny w wysokości 15 szylingów rocznie, natomiast pastuch - cztery szylingi.
W 1664 pojawia się nazwa Ziegenwinkel i właśnie ona nawiązuje do dzisiejszej - ziege to po niemiecku koza. Drugi niemiecki człon nazwy winkel, oznacza kąt, róg lub narożnik - najprawdopodobniej określenie to wzięło się z ukształtowania linii brzegowej jeziora Marąg w miejscowości. Wreszcie w 1790 roku pojawia się nazwa Ziegenberg, bezpośrednio nawiązująca do dzisiejszej. Berg to po niemiecku góra, nie powinien więc dziwić fakt nadania miejscowości miana Koziej Góry po 1945 roku, przez Komisję Ustalania Nazw Miejscowości i Obiektów Fizjograficznych.
W 1974 r. osada jako PGR Kozia Góra należała do sołectwa Mostkowo (gmina Łukta), razem z miejscowościami: PGR Chudy Dwór, PGR Gucin, osada Henryka Góra, osada Maronie i wieś Mostkowo.

## Instytucje publiczne
- Sołectwo Kozia Góra
- świetlica wiejska w Koziej Górze

## Turystyka

### Zabytki

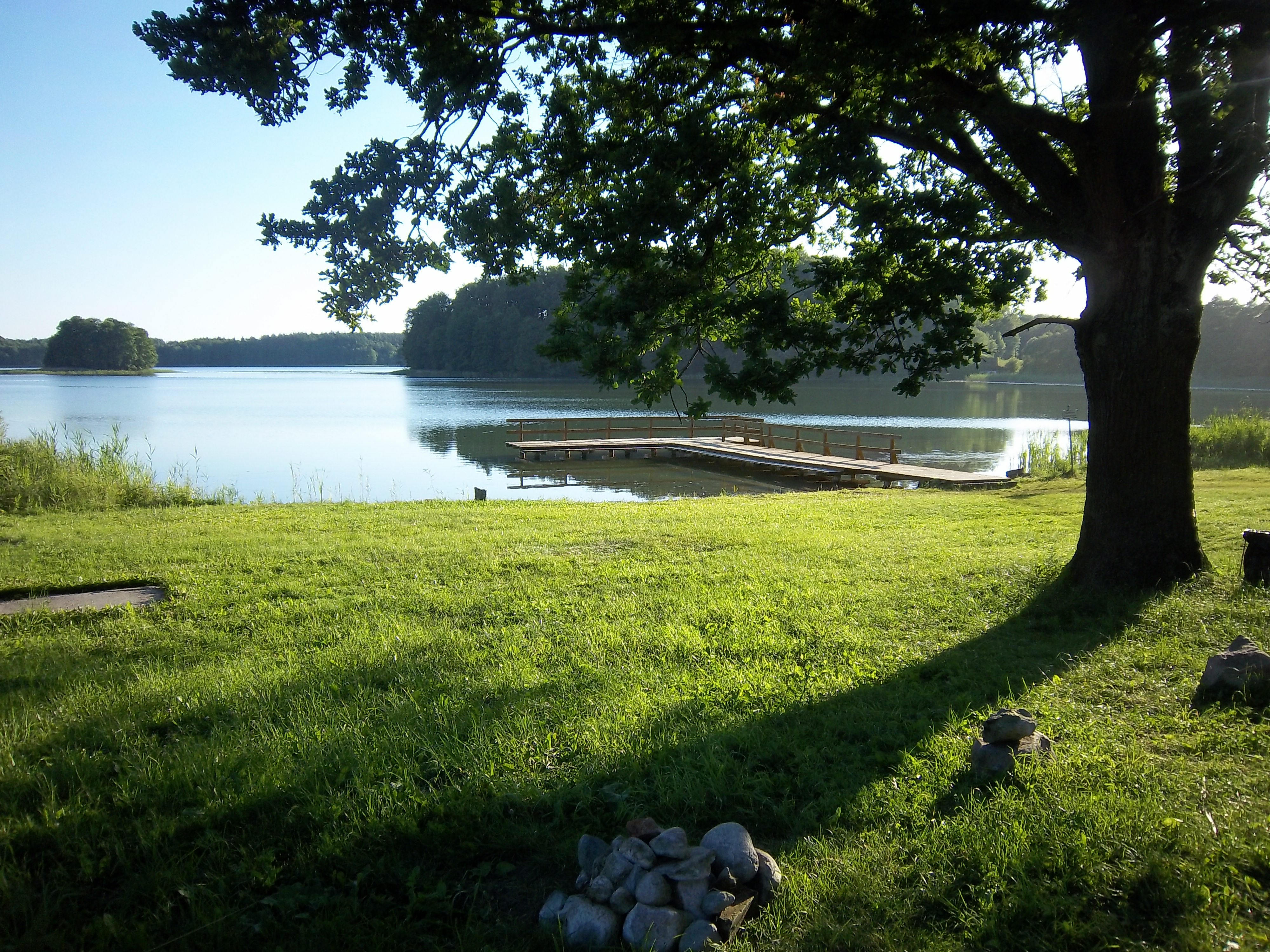
Plaża i pomost nad jeziorem Marąg

- zespół dworski z połowy XVIII wieku (nieistniejący dwór oraz park)[8]

### Atrakcje turystyczne
- Rezerwat przyrody Wyspa Lipowa na jeziorze Marąg

### Trasy rowerowe
Przez Kozią Górę przebiega  Szlak rowerowy zielony:
- Łukta – Maronie – Kozia Góra – Gubity – Swojki – Florczaki – Dragolice – Łukta